# Liste von Persönlichkeiten aus Bondo
Diese Liste enthält in Bondo GR geborene Persönlichkeiten und solche, die in Bondo ihren Wirkungskreis hatten, ohne dort geboren zu sein. Die Liste erhebt keinen Anspruch auf Vollständigkeit.

## Persönlichkeiten
(Sortierung nach Geburtsjahr)
- Familie Molinari. [1]
  - Conrad di Molinari (* um 1540 in Bondo; † nach 1583 ebenda), Baumeister, er errichtete um 1583 das Patrizierhaus in Bondo, das die Familie bis zu ihrem Aussterben besass[2]
  - Thomaso Molinari (* um 1565 in Bondo; † 2. Juli 1635 ebenda), Kaufmann in Wien, arbeitete auch in den Salinen von Krakau. Vertreter der III Bünde in Venedig um 1607. Er oder ein anderer Thomaso war Notar des Bergells 1626[3]
  - Gaudenzio Molinari (* um 1590 in Bondo; † 1650 in Faido), Handelsmann in Wien, Podestà der Talschaft Bergell (Landammann) und Gemeindepräsident von Bondo[4]
  - Daniele Molinari (* 1703 in Bondo; † 1762 ebenda), Podestà und Gemeindepräsident von Bondo[5]
  - Gaudenzio Molinari (* 1753 in Bondo; † 1817 ebenda), bedeutende politische Persönlichkeit der Talschaft Bergell und des Gotteshausbundes, Landammann im Gericht Sottoporta 1771, 1780, 1786, 1792, 1807 und 1816[6]

- Giovanni Beccaria (1508 oder 1511–1580), katholischer Priester und Reformator
- Samuele Giovanoli (* 4. Januar 1877 in Bondo; † 23. September 1941 in Samedan), Künstler, Maler, Kleinbauer und Skilehrer im Bündner Fextal. In den 1930er-Jahren Beginn der künstlerischen Tätigkeit. Er malte Phantasielandschaften und religiös-philosophische Motive[7]
- Willy Guggenheim alias Varlin (1900–1977), Schweizer Kunstmaler
- Vitale Ganzoni (* 4. Juli 1915 in Promontogno; † 1990) (Bürgerort Celerina/Schlarigna), Holzmaler und Bildhauer. Er malte Aquarell. Landschaften, Stillleben[8][9][10]
- Giovanna Caflisch (* 23. Oktober 1933 in Promontogno), Primarlehrerin, Malerin schuf Acrylmalerei, Collage, Tuschezeichnung und Fotogramm[11]
- Carlo Salis (* 8. Februar 1948 in Bondo) (Bürgerort Soglio GR), Bildhauer, Zeichner, Maler[12][13]